# Matilda Grahn
Matilda Christina Marie Grahn, född 21 augusti 1995, är en svensk barnskådespelerska som spelade Maja i LasseMajas detektivbyrå (Julkalendern 2006) och i långfilmen LasseMajas detektivbyrå - Kameleontens hämnd som kom ut 2008 på biograferna. Julkalendern var hennes debut och förutom Kameleontens Hämnd medverkade Grahn i en kortfilm på Barnkanalen 2009.[källa behövs]